# Мейсон Маунт
Мейсон Тоні Маунт (англ. Mason Tony Mount; нар. 10 січня 1999, Портсмут) — англійський футболіст, який грає на позиції півзахисника в англійському клубі «Манчестер Юнайтед» та національної збірної Англії.

## Клубна кар'єра
Маунт народився в Портсмуті, Гемпшир. Грав у футбол до 6 років у місцевих лігах і один день на тиждень проводив тренування в академіях «Портсмута», «Саутгемптона» та «Челсі». Маунт приєднався до «Челсі» у віці шести років, у 2005 році. Дебютував у віці 18 років протягом сезону 2013–14 років та додав ще кілька виступів у наступному сезоні. Маунт продовжував грати у молодіжній команді в сезоні 2016–17, в якому він забив 10 голів за 30 виступів. Мейсон підписав новий чотирирічний контракт з «Челсі» в липні 2017 року.

### Оренда у Вітессі
24 липня 2017 року Маунт пішов в оренду та приєднався до голландського клубу «Вітесс». Він дебютував у першій команді 26 серпня, вийшовши на заміну на 77-й хвилині під час домашньої поразки Вітесса проти АЗ (2-1). Наступного місяця він верше вийшов у стартовому складі у першому раунді кубка проти команди п'ятого дивізіону Свіфт, зігравши всі 90 хвилин. Перший гол за «Вітесс» він забив 1 жовтня на 76-й хвилині домашньої нічиї 1–1 з «Утрехтом». Маунт кілька разів входив до команди тижня Eredivisie і виграв нагороду гравця року «Вітесса».
9 травня 2018 року під час півфінального матчу Маунт забив свій перший хет-трик, коли «Вітессе» виграв 5-2 у гостях. У другому матчі Маунт забив 2–1 перемогу, і «Вітесс» виграв у сукупності 7–3. Маунт зіграв 39 разів у всіх змаганнях за «Вітесс», забивши 14 разів, перш ніж повернутися до Челсі.

### Оренда в Дербі Каунті
Маунт приєднався до на правах оренди в «Дербі Каунті» 17 липня 2018 року на весь сезон. Два місяці Маунт не грав через травму підколінного суглоба в грі Кубка ФА. Він повернувся до гри у виграшному матчі 6:1 проти «Ротергем Юнайтед», заробивши пенальті, але пізніше забив і сам. Через два тижні Мейсон забив свій перший хет-трик у чемпіонаті в матчі проти «Болтона», що допомогло «Дербі» в конкуренції за просування до плей-оф.

### Повернення в Челсі
15 липня 2019 року Маунт підписав новий п'ятирічний контракт з «Челсі». 11 серпня 2019 він дебютував у Прем'єр-лізі за «Челсі», в програному матчі 0:4 проти «Манчестер Юнайтед». Перший гол за «Челсі» забив 18 серпня 2019 року проти «Лестер Сіті» під час дебюту Френка Лемпарда на посаді головного тренера у домашньому матчі на «Стемфорд Брідж», який у підсумку закінчився внічию 1-1.

## Виступи за збірні
Маунт представляв Англію на турнірі для гравців до 16-19 років.
Маунт був включений до складу команди до 19 років на Чемпіонаті Європи серед юнаків до 19 років. Згодом його назвали Найкращим гравцем турніру.
Після свого вражаючого сезону з «Вітессом» Маунт був запрошений менеджером Гаретом Саутгейтом для тренувань з національною збірною на тиждень до проведення Чемпіонату світу з футболу 2018 року. Мейсона викликали до національної збірної на матчі Ліги націй УЄФА проти команд Хорватії та Іспанії у жовтні 2018 року.
27 травня 2019 року Маунт був включений до складу команди Англії на Чемпіонаті Європи серед молоді до 21 року.

## Статистика виступів

### Статистика виступів за збірну
| Дата       | Місто            | Господарі | Результат               | Гості      | Турнір                                    | Голи | Примітки |
| ---------- | ---------------- | --------- | ----------------------- | ---------- | ----------------------------------------- | ---- | -------- |
| 7-9-2019   | Лондон           | Англія    | 4 – 0                   | Болгарія   | Відбір до ЧЄ 2020                         | -    | 67'      |
| 10-9-2019  | Саутгемптон      | Англія    | 5 – 3                   | Косово     | Відбір до ЧЄ 2020                         | -    | 83'      |
| 11-10-2019 | Прага            | Чехія     | 2 – 1                   | Англія     | Відбір до ЧЄ 2020                         | -    | 72'      |
| 14-10-2019 | Софія            | Болгарія  | 0 – 6                   | Англія     | Відбір до ЧЄ 2020                         | -    | 72'      |
| 14-11-2019 | Лондон           | Англія    | 7 – 0                   | Чорногорія | Відбір до ЧЄ 2020                         | -    | 70'      |
| 17-11-2019 | Приштина         | Косово    | 0 – 4                   | Англія     | Відбір до ЧЄ 2020                         | 1    | 73'      |
| 8-9-2020   | Копенгаген       | Данія     | 0 – 0                   | Англія     | Ліга націй УЄФА 2020—2021 - груповий етап | -    | 60'      |
| 8-10-2020  | Лондон           | Англія    | 3 – 0                   | Уельс      | товариський матч                          | -    | 58'      |
| 11-10-2020 | Лондон           | Англія    | 2 – 1                   | Бельгія    | Ліга націй УЄФА 2020—2021 - груповий етап | 1    | 90'      |
| 14-10-2020 | Лондон           | Англія    | 0 – 1                   | Данія      | Ліга націй УЄФА 2020—2021 - груповий етап | -    | 73'      |
| 12-11-2020 | Лондон           | Англія    | 3 – 0                   | Ірландія   | товариський матч                          | -    | 73'      |
| 15-11-2020 | Левен            | Бельгія   | 2 – 0                   | Англія     | Ліга націй УЄФА 2020—2021 - груповий етап | -    | 69'      |
| 18-11-2020 | Лондон           | Англія    | 4 – 0                   | Ісландія   | Ліга націй УЄФА 2020—2021 - груповий етап | 1    | 64'      |
| 25-3-2021  | Лондон           | Англія    | 5 – 0                   | Сан-Марино | Відбір до ЧС 2022                         | -    | 46'      |
| 28-3-2021  | Тирана           | Албанія   | 0 – 2                   | Англія     | Відбір до ЧС 2022                         | 1    |          |
| 31-3-2021  | Лондон           | Англія    | 2 – 1                   | Польща     | Відбір до ЧС 2022                         | -    |          |
| 13-6-2021  | Лондон           | Англія    | 1 – 0                   | Хорватія   | ЧЄ 2020 - груповий етап                   | -    |          |
| 18-6-2021  | Лондон           | Англія    | 0 – 0                   | Шотландія  | ЧЄ 2020 - груповий етап                   | -    |          |
| 3-7-2021   | Рим              | Україна   | 0 – 4                   | Англія     | ЧЄ 2020 - чвертьфінал                     | -    |          |
| 7-7-2021   | Лондон           | Англія    | 2 – 1 д.ч.              | Данія      | ЧЄ 2020 - півфінал                        | -    | 95'      |
| 11-7-2021  | Лондон           | Італія    | 1 – 1 д.ч. (3 – 2 п.п.) | Англія     | ЧЄ 2020 - фінал                           | -    | 99'      |
| 2-9-2021   | Будапешт         | Угорщина  | 0 – 4                   | Англія     | Відбір до ЧС 2022                         | -    | 84'      |
| 5-9-2021   | Лондон           | Англія    | 4 – 0                   | Андорра    | Відбір до ЧС 2022                         | -    | 62'      |
| 8-9-2021   | Варшава          | Польща    | 1 – 1                   | Англія     | Відбір до ЧС 2022                         | -    |          |
| 9-10-2021  | Андорра-ла-Велья | Андорра   | 0 – 5                   | Англія     | Відбір до ЧС 2022                         | -    | 73'      |
| 12-10-2021 | Лондон           | Англія    | 1 – 1                   | Угорщина   | Відбір до ЧС 2022                         | -    |          |
| 26-3-2022  | Лондон           | Англія    | 2 – 1                   | Швейцарія  | товариський матч                          | -    | 62'      |
| 4-6-2022   | Будапешт         | Угорщина  | 1 – 0                   | Англія     | Ліга націй УЄФА 2022—2023 - груповий етап | -    | 62'      |
| 7-6-2022   | Мюнхен           | Німеччина | 1 – 1                   | Англія     | Ліга націй УЄФА 2022—2023 - груповий етап | -    | 72'      |
| 11-6-2022  | Вулвергемптон    | Англія    | 0 – 0                   | Італія     | Ліга націй УЄФА 2022—2023 - груповий етап | -    | 66'      |
| 14-6-2022  | Вулвергемптон    | Англія    | 0 – 4                   | Угорщина   | Ліга націй УЄФА 2022—2023 - груповий етап | -    | 56'      |
| 26-9-2022  | Лондон           | Англія    | 3 – 3                   | Німеччина  | Ліга націй УЄФА 2022—2023 - груповий етап | 1    | 66'      |
| Усього     |                  | Матчів    | 32                      |            | Голів                                     | 5    |          |

## Титули і досягнення
Челсі
- Переможець Юнацької ліги УЄФА: 2015-16
- Переможець Ліги чемпіонів УЄФА: 2020-21
- Переможець Суперкубка УЄФА: 2021
- Переможець Клубного чемпіонату світу: 2021

 Манчестер Юнайтед
- Володар Кубка Англії: 2023-24

 Англія
- Чемпіон Європи (U-19): 2017
- Віце-чемпіон Європи: 2020